# F-ZERO FOR GAMEBOY ADVANCE
『F-ZERO FOR GAMEBOY ADVANCE』（エフゼロ フォー ゲームボーイアドバンス）は、2001年3月21日に任天堂から発売されたゲームボーイアドバンス用レースゲーム。アメリカでは同年6月10日、ヨーロッパでは同年6月22日に発売。F-ZEROシリーズの第3作目となる。本作はゲームボーイアドバンスのローンチタイトルとして発売された。国外でのタイトルは『F-Zero Maximum Velocity』。シリーズ中、キャプテン・ファルコンが唯一登場しない作品でもある。

## 概要
ゲーム性は先発の『F-ZERO X』ではなく、スーパーファミコンの『F-ZERO』のものを引き継いでいる。アクセルボタン連打により、グリップ力を回復させながらターンする「ブラストターン」というテクニックが登場したのは、本作が初となる。SFC版にもブラストターンの現象自体は存在しているが、連打ではなく、タイミングよくアクセルをON、OFFすることによるものである。
なお、価格改正（2011年8月11日実施）前のニンテンドー3DS購入者対象である「アンバサダー・プログラム」において、同年12月16日より、3DSのバーチャルコンソール版の無料限定配信がニンテンドーeショップにて開始された。また、2014年4月3日からWii Uのバーチャルコンソールにて配信開始された。2024年3月29日からNintendo Switchの『ゲームボーイアドバンス Nintendo Switch Online』内にてプレイが可能となった。

## ルール
1. 選べるマシンは4台。グランプリのクリア状況により、最終的に10台まで増える。なお、敵車としては、初期状態から10台全てが登場している。
2. グランプリは、全5コースの5周勝負。初期状態では、PAWN/KNIGHT/BISHOPの各シリーズから更に、BEGINNER/STANDARD/EXPERTの各クラスを選択。一定条件により、QUEEN SERIESやMASTER CLASSが出現する。
3. 1周目は15位、以下10→7→5→3位以内でゴールラインを通過できないとリタイヤ。また、20位になった時点で即時リタイヤ。
4. ブーストは2周目以降、ゴールラインを通過する度に1回使用可能。ストックは3回まで。
5. 規定順位に満たなかった場合や路外転落・クラッシュ時は、スペアマシン（初期値は4台/2台/0台から選択可能）を1台消費して再レースが可能。

## 通信機能
携帯ゲーム機での作品ということもあり、通信ケーブルを使用することで最大4人の対戦プレイができる。また、この通信対戦を行った際に、参加した全てのプレイヤーのカートリッジに記録されていたランキングが統合されるという特徴がある。
豆知識:ランキングにおいて、文字の色によりその記録を出したモードが確認できる。赤ならグランプリ、黄色はトレーニング、通信対戦では青になる。
チャンピオンシップモードでは、通信対戦ができない代わりに、ランキングデータの交換を行うことで同様のランキング統合が可能。この際、カートリッジに登録されているチャンピオンリプレイも、最高記録のものが全てのカートリッジに対して登録される。かつて任天堂はこのモードを利用して公式大会を開催し、4チームに分けてタイムを競わせた。
また、1カートリッジ対戦も可能で、この場合は専用のコースとマシンで行う。

## 世界観
キャプテン・ファルコン、ドクター・スチュワート…といったF-ZEROパイロット達が過去の伝説となった4半世紀後の世界。人類の宇宙進出が落ち着いて莫大な収入を稼げる仕事が減ったため、一攫千金を狙えるF-ZEROパイロット志望者が再び増加し始めたとされている。
ストーリー的に原点回帰というキーワードが存在しており、コースレイアウトは初代のように平面的で、ルールも初代同様の順位制となっている。

### 登場する惑星・地域
ビアンカ シティー (BIANCA CITY)
後の世代において宇宙の中心となる都市。大量の高純度チタンが採掘され、その効果はかつてF-ZERO全盛期を支えたミュートシティから覇権を奪い取るほどのものとなった。「ビアンカ」とは、初代村長の妻の名前に由来している。
イースト テン サイド (EAST TEN SIDE)
ルイス社の区画整備計画により作られた工業区画の一つ。
スターク ファーム (STARK FARM)
かつては大農場地帯であったが、土壌から有害物質が検出されたことにより、放棄された。現在は世捨て人達が集まる地域となっている。
ビーコン ポート (BEACON PORT)
隕石や宇宙船の衝突で故障したビーコンを回収し、修理・再利用するための工場がある惑星。
クレーター ランド (CRATER LAND)
巨大なクレーターの中にある石油資源発掘コロニー。クレーターは、巨大隕石の衝突により出来たものとされている。
ラピュタン コロニー (LAPUTAN COLONY)
かつて人口問題を解決させるために中空都市の建設が行われ、それが辛うじて成功を収めた地域。
シノバズ (SYNOBAZZ)
地表の殆どが沼となる惑星。かつて革命で国を追われた貴族達が身を潜め、根付いていった地。
クラウド カーペット (CLOUDS CARPET)
地表が全て雲に覆われ、太陽光が直に当たることはない惑星。人々は雲よりも高い塔を建設し、そこから光ケーブルで地上へと光を供給している。サーキットも雲の上に建設されている。
エンシェント マーレィ (ANCIENT MARE)
大昔、惑星上の黒い影を海かもしれないと夢見ていた、観測者達の想いがその名に込められた惑星。
ファイヤー フィールド (FIRE FIELD)
地表の多くがマグマに覆われた、灼熱の惑星。シリーズの他作品に登場する惑星の中で唯一、本作でもグランプリの舞台となる惑星。
サイレンス (SILENCE)
無音の惑星。その空にはマシンの爆音のみがこだまする。本作では“誰でもF-ZEROを体験できる場所”という位置付けであり、1カートリッジ対戦専用のコースのみが用意されている。

## 登場人物
一般的なマシン取得条件の順に並べている。なお、本作は4半世紀（25年）後の未来が舞台となっているため、上記の『F-ZERO』本編の人物及び『ファルコン伝説』の人物は登場しない。
ミーガン (Megan)
謎の女性パイロット。空手の達人。
搭乗マシンはホットバイオレット (HOT VIOLET) 。最高速度の低さを除けば、平均的なスペックで、コーナリング性能に優れている。
ミッキー マーカス (Micky Marcus)
速さと美しさを追求するフェミニスト。
搭乗マシンはファイアーボール (FIRE BALL) 。ボディ強度と最高速に優れる反面、加速と旋回力が若干鈍く、ブースト性能は低い。
ジェーン B クリスティー (Jane B Christie)
搭乗マシンのジェービークリスタル (J.B.CRYSTAL) はデザインこそ古いが、最高クラスの安定性とかなり長いブースト持続力を持つ。しかしブーストの加速は鈍く、ブースト中でもダートで減速してしまうという欠点があり、そのスピード性能やジャンプ力、ボディ強度も低め。
ナイチ "ザ・スウィープマン" (Nichi "THE SWEEP MAN")
ネイティブ系。
搭乗マシンはクレイジーホース (CRAZY HORCE) 。加速力・旋回力・ジャンプ力に秀で、ブースト時の最高速度もそれなりに高いため、高速のコーナリングと、ザ スティングレイに次ぐ長距離ジャンプを可能とするが、全マシンで最もボディがもろく、コーナリングバランスも悪い。最高速度やブースト持続時間はやや低め。
サイバー卿 (Lord Cyber)
辺境の城に住む、王侯貴族の血を引く富豪。
搭乗マシンはダーティージョーカー (DIRTY JOKER) 。最高速度、ボディ強度、加速力、旋回力は標準クラスで、ブーストやダッシュ板、地雷の接触などで加速した後に非常に減速しにくいという長所がある。ブーストの速度は速いが、持続時間は3秒と短く、ジャンプ力は低い。加速後の減速のしにくさとコーナリングバランスの高さから、ダッシュ板が多く狭いコースに強い。
アレックス (Alex)
陽気な元アメフト選手。
搭乗マシンはザ スティングレイ (THE STINGRAY) 。ジャンプ時の飛距離とブーストの持続時間は最高クラスで、ボディ強度が高く、最高速度もかなり速い反面、加速は鈍く、旋回力・安定性共に低い上に挙動が若干独特なためコーナーリングは苦手。ブースト時の最高速度は全マシン中最も低い。その性能から長距離の直線コースに強く、速度を維持しやすい。
ブリッツ ワーグナー (Blitz Wagner)
この時代における最高齢パイロット（43歳）。
搭乗マシンはシルバーサンダー (SILVER THUNDER) 。ボディは堅いが、加速・ジャンプ力・ブースト持続時間・コーナリング性能はかなり低い。通常時の最高速が最も速いマシンで、ブースト最高速度も速い。その性能から走破性は高く、ザ スティングレイ程ではないものの、長距離コースに強い。
ケント アケチ (Kent Akechi)
自称キャプテン ファルコンの血縁者。
搭乗マシンもファルコンマークII (FALCON Mk-II) と、彼を意識した名前とフォルムである。高いレベルでバランスのとれた機体で加速力に優れ、ボディ強度とブースト速度に若干の難があるものの、どのコースでも平均以上の走行が出来る。
クミコ "ザ・ブレット" (Kumiko "THE BULLET")
大和撫子風の外見に似合わず、その直線での爆発的なスピードは「弾丸クミコ」の異名を持つ。
搭乗マシンはファイティングコメット (FIGHTING COMET) 。加速と安定性はほどほどで通常時の最高速は最も遅く、ボディも脆いうえ、旋回力に欠けるためにコーナリングも苦手。しかしながらブースト性能は他のマシンを圧倒し、持続時間が長く非常に速いブーストが使え、さらにはダーティージョーカーと同じく、加速後は非常に減速しにくい。ジャンプ力はクレイジーホースと同等。ザ スティングレイが長距離コースに強いのとは対照的に、こちらは短距離の直線コースに強い。
ヤズー ジュニア (Yazoo Jr.)
優秀な設計者を父に持ち、理論的な走りをする。
搭乗マシンはジェットバーミリオン (JET VERMILION) 。ボディ強度は全マシン中最高で、最高速において高い水準（ブースト時、時速600キロメートルを超えるただ1台のマシン）を誇るが、加速・コーナリング性能は最悪(ただし氷上では抜群の安定感を誇る)で、ジャンプ力はかなり低い。その性能から、一度最高速に達すれば速度はほとんど減らないが下手に操作を誤って大きく減速すると、ブーストを使用しない限りシルバーサンダー以上に復帰が困難である。

## 移植版
| No. | タイトル                                      | 発売日                     | 対応機種        | 開発元 | 発売元 | メディア                            | 型式 | 備考                                          | 出典                    |
| --- | --------------------------------------------- | -------------------------- | --------------- | ------ | ------ | ----------------------------------- | ---- | --------------------------------------------- | ----------------------- |
| 1   | F-ZERO FOR GAMEBOY ADVANCE                    | 2011年12月16日             | ニンテンドー3DS | 任天堂 | 任天堂 | ダウンロード (バーチャルコンソール) | -    | アンバサダー・プログラム対象者への配信 非売品 | [ 2 ]                   |
| 2   | F-ZERO FOR GAMEBOY ADVANCE                    | 2014年4月3日 2014年4月17日 | Wii U           | 任天堂 | 任天堂 | ダウンロード (バーチャルコンソール) | -    |                                               | [ 3 ]                   |
| 3   | ゲームボーイアドバンス Nintendo Switch Online | 2024年3月29日              | Nintendo Switch | 任天堂 | 任天堂 | ダウンロード                        | -    |                                               | [ 4 ] [ 5 ] [ 6 ] [ 7 ] |